# Нива (река, впадает в Кереть)
Нива — река в России, протекает по территории Амбарнского сельского поселения Лоухского района Республики Карелии. Длина реки — 4 км, площадь водосборного бассейна — 173 км².
Река берёт начало из озера Вингели на высоте 88,8 м над уровнем моря.
Река в общей сложности имеет шесть малых притоков суммарной длиной 16 км.
Впадает на высоте 88,6 м над уровнем моря в озеро Кереть, из которого берёт начало река Кереть, впадающая в Белое море.
Населённые пункты на реке отсутствуют.
Код объекта в государственном водном реестре — 02020000712102000001622.